# Sherlock Holmes (sèrie de televisió de 1984)
Sherlock Holmes és el títol general donat a la sèrie d'adaptacions de Sherlock Holmes produïdes per la companyia de televisió britànica Granada Television entre 1984 i 1994. Les dues primeres sèries es van mostrar sota el títol The Adventures of Sherlock Holmes (Les aventures de Sherlock Holmes) i van ser seguides per sèries posteriors amb els títols d'altres col·leccions de contes de Sir Arthur Conan Doyle.
De les 60 històries de Holmes escrites per Doyle, 43 es van adaptar a la sèrie, que abasten 36 episodis d'una hora i cinc especials de llargmetratge. (L'episodi 40 incorpora les línies argumentals tant de "La pedra de Mazarin " com de "L'aventura dels tres garridebs". L'episodi 35 "El solter apte" té material tant de "L'aventura del noble batxiller" com de "L'aventura de l'Albergador Velat".
La sèrie es va emetre a la cadena ITV del Regne Unit i va estar protagonitzada per Jeremy Brett com Holmes. Watson va ser interpretat per David Burke a la primera temporada i per Edward Hardwicke a partir de la segona temporada.
Va ser emesa per Televisió de Catalunya.

## Argument
A finals de l'època victoriana, Sherlock Holmes és l'únic detectiu consultor del món. La seva pràctica és en gran part amb clients privats, però també se sap que ajuda la policia, sovint en forma de l'inspector Lestrade, quan els seus casos se superposen. Els seus clients van des de ciutadans privats de recursos modests fins a membres de la reialesa. La seva capacitat per detectar pistes que els altres poden passar fàcilment per alt, aportar certs coneixements especialitzats —per exemple, química, botànica, anatomia— i el raonament deductiu sobre problemes li permeten resoldre els casos més complexos. En el seu treball l'ajuda el veterà militar Dr. John Watson, amb qui comparteix habitacions al 221B Baker Street. Anhela l'estimulació mental i se sap que recau en la depressió quan no hi ha casos prou complexos per involucrar-lo.

## Repartiment

### Principal
- Jeremy Brett com a Sherlock Holmes (1984–1994). Anteriorment, Brett havia interpretat el doctor Watson a l'escenari de la producció de Los Angeles de of The Crucifer of Blood.[2] El retrat de Brett segueix sent molt popular i és acceptat per molts com a definitiu.[3][4][5]
- David Burke com el Dr. Watson (1984–1985). Abans va interpretar al vilà "The Adventure of the Beryl Coronet" per a la sèrie de la BBC de 1965[6] (protagonitzada per Douglas Wilmer i Nigel Stock). Va marxar per unir-se a la Royal Shakespeare Company.[1][7]
- Edward Hardwicke com el Dr. Watson (1986–1994). Abans va tenir un paper en una adaptació de "The Greek Interpreter" per a la sèrie de la BBC de 1968[8]
- Rosalie Williams com la Senyora Hudson (1984–1994)

### Suport
- Colin Jeavons com Inspector Lestrade (1985–1992). També va interpretar a Moriarty a The Baker Street Boys (1982)
- Eric Porter com el Professor Moriarty (1985-1986). Va aparèixer a "The Red-Headed League", "The Final Problem" i "The Empty House". També es van utilitzar imatges d'arxiu per a "El peu del diable" i "El batxiller elegible".
- Charles Gray com Mycroft Holmes (1985, 1988, 1994). Va interpretar el mateix personatge a la pel·lícula de 1976 The Seven-Per-Cent Solution
- Brian Miller com a inspector Bradstreet a "The Blue Carbuncle" (1984),

Denis Lill com a inspector Bradstreet (1986, 1988, 1994) a " The Man with the Twisted Lip ", " The Bruce-Partington Plans " i " The Mazarin Stone "
- Denis Lill com Inspector Bradstreet (1986, 1988, 1994) a "The Man with the Twisted Lip", "The Bruce-Partington Plans" i "The Mazarin Stone"
- John Labonowski com Inspector Athelney Jones a "The Red-Headed League" (1985)
- Emrys James com Inspector Athelney Jones a "The Sign of Four" (1987)
- Paul Williamson com Inspector Stanley Hopkins a "The Abbey Grange" (1986)
- Nigel Planer com Inspector Stanley Hopkins a "The Adventure of the Golden Pince-Nez" (1994)
- Tom Chadbon com Inspector Hawkins a "The Red Circle" i "The Cardboard Box" (1994)

El paper del servent Joe Barnes que es fa passar per Lady Beatrice a l'episodi de 1991 "Shoscombe Old Place" va ser interpretat per Jude Law, que més tard va interpretar el doctor Watson a la pel·lícula Sherlock Holmes de 2009 i la seva seqüela de 2011 Sherlock Holmes: Un joc d'ombres
Freddie Jones va fer dues aparicions com a convidat al programa com a personatges diferents, apareixent a "Wisteria Lodge" com a inspector Baynes i "The Last Vampyre" com a venedor ambulant. Michael Wynne també va fer dues aparicions com a convidat al programa com a personatges diferents, apareixent a Shoscombe Old Place com Josiah Barnes i The Mazarin Stone com Commissionare Jenkins. Helen Ryan també va fer dues aparicions com a convidada a la sèrie com a personatges diferents, apareixent a "The Norwood Builder"com a Mrs McFarlane i a "The Mazarin Stone" com la Princesa de Gal·les.

## Episodis
La sèrie va durar quatre temporades i 41 episodis: 36 van durar 50 minuts i 5 van ser llargmetratges especials.
| Temporada | Temporada                             | Episodis | Episodis | Dates d’emissió      | Dates d’emissió        |
| Temporada | Temporada                             | Episodis | Episodis | Primera emissió      | Última emissió         |
| --------- | ------------------------------------- | -------- | -------- | -------------------- | ---------------------- |
|           | Les aventures de Sherlock Holmes      | 13       | 13       | 24 d'abril de 1984   | 29 de setembre de 1985 |
|           | El retorn de Sherlock Holmes          | 13       | 13       | 9 de juliol de 1986  | 31 d'agost de 1988     |
|           | El llibre de casos de Sherlock Holmes | 9        | 9        | 21 de febrer de 1991 | 3 de febrer de 1993    |
|           | Les memòries de Sherlock Holmes       | 6        | 6        | 7 de març de 1994    | 11 d'abril de 1994     |

## Emissió
A més de ser emesa per ITV al Regne Unit, la sèrie també es va veure a l'estranger, especialment als Estats Units, on els episodis es van emetreinicialment a les estacions de PBS al fil Mystery!. Les sèries posteriors van obtenir finançament de coproducció de l'emissora WGBH de Boston. Els programes també s'han emès per dues estacions de televisió per cable dels Estats Units, Disney Channel i A&E Network, i per CBC al Canadà.
Al Regne Unit, la sèrie s'ha repetit sovint: a Granada Plus; a ITV3; ITV4; i a la BBC Two, que va publicar la sèrie completa els dissabtes a la tarda del 2003 al 2005. Això el converteix en un dels pocs programes produïts originalment per una companyia d'ITV per a la seva emissió pel seu propi canal que posteriorment s'hagin mostrat a la BBC. El març de 2006, la sèrie va tornar al seu canal original per primera vegada en més d'una dècada, com a part de la programació televisiva diürna les tardes entre setmana.
La sèrie va ser emesa a TV3 en català; així com a ETB 2 en castellà.

## Recepció
Es considera que la sèrie presenta les adaptacions de pantalla més fidels de moltes de les històries de Holmes, encara que es van prendre llibertats amb algunes trames i personatges, sobretot més tard durant els episodis dels anys noranta (per exemple, The Mazarin Stone, rodat el 1994), on va combinar els elements argumentals de dues històries separades de Doyle).
Un gran canvi va ser que Holmes va deixar el seu hàbit de cocaïna a l'episodi "The Devil's Foot", que es va fer amb l'aprovació de la filla de Doyle, quan es va descobrir que la sèrie tenia una audiència infantil considerable. No obstant això, la sèrie ha estat molt elogiada per l'actuació de Brett, la seva adhesió al concepte original de Doyle en la caracterització de Watson, els seus alts valors de producció i la seva gran atenció als detalls de l'època.

## Mitjans domèstics
La sèrie ha estat llançada en DVD a les regions 1, 2 i 4,, i s'ha repetit a ITV4 i BBC Two.
La sèrie completa també s'ha llançat en VHS i en DVD, dues vegades en aquest últim, amb el llançament més recent de 2005 aprofitant les impressions de pel·lícules remasteritzades digitalment preparades originalment per a la repetició de BBC Two. El desembre de 2012, la sèrie es va estrenar en Blu-ray al Japó, a Espanya el maig de 2013, a França l'octubre de 2013 i als Estats Units el setembre de 2014.

### Regió 1
MPI Home Video ha llançat tota la sèrie en DVD a la Regió 1, en diverses encarnacions. MPI va publicar The Adventures & The Return en volums d'un sol disc així com col·leccions completes. The Casebook & The Memoirs es van publicar com a caixes de col·lecció única. A més, el 25 de setembre de 2007, es va publicar per primera vegada un conjunt complet de sèries amb els 41 episodis en una col·lecció completa.
| Nom del DVD                                             | Ep # | Data de publicació     |
| ------------------------------------------------------- | ---- | ---------------------- |
| The Adventures of Sherlock Holmes: Boxed Set Collection | 13   | 30 d'abril de 2002     |
| The Return of Sherlock Holmes DVD Collection            | 13   | 26 d'agost de 2003     |
| The Casebook of Sherlock Holmes DVD Collection          | 9    | 28 de setembre de 2004 |
| The Memoirs of Sherlock Holmes DVD Collection           | 6    | 26 d'octubre de 2004   |
| Sherlock Holmes: The Complete Granada Television Series | 41   | 25 de setembre de 2007 |

### Regió 2
ITV DVD ha llançat tota la sèrie en diverses col·leccions, així com una caixa de sèrie completa.
| Nom del DVD                                  | Ep # | Data de publicació                        |
| -------------------------------------------- | ---- | ----------------------------------------- |
| Sherlock Holmes: The Adventures / The Return | 26   | 21 de febrer de 2005                      |
| Sherlock Holmes: The Case Book / The Memoirs | 15   | 21 de febrer de 2005                      |
| Sherlock Holmes - The Complete Collection    | 41   | 21 de febrer de 2005 i 24 d'agost de 2009 |

La col·lecció completa esmentada anteriorment només té subtítols en anglès. La sèrie completa es va estrenar en Blu-ray a Espanya l'any 2013. Encara que és originari d'Espanya, el conjunt de 10 discos no té regions i, per tant, es pot reproduir a qualsevol regió del món. The Complete Collection es va publicar per segona vegada en Blu-ray a Alemanya el 2016. Només té subtítols en alemany però bandes sonores en alemany i en anglès. Aquest és un conjunt de 14 discos i està marcat com a regió "B".